# 孫成名
孫成名（1549年—？），字登甫，浙江寧波府慈谿縣人，民籍，明朝政治人物。

## 生平
隆庆四年庚午科浙江鄉試第五十六名舉人。隆慶五年（1571年）中式辛未科會試第三百二十名，三甲第一百三十三名進士。改庶吉士，萬曆元年（1573年）五月授福建道監察御史，九月奉差巡视凤阳等处仓粮，又查点坝上等仓，次年差管印馬屯田，三年十二月条陈马政五事，四年巡按直隶，五年巡按广西，六年八月升江西按察司副使，丁憂歸。以事贬合州判官，升青阳县知县，十一年擢礼部主客司主事，十三年七月与兵科左给事中王三馀担任山东乡试考试官，升禮部儀制司員外郎，十月陞湖廣提學僉事，卒于官。

## 家族
曾祖孫懋，通議大夫應天府府尹 贈都察院右副都御史；祖父孫爚，王府審理；父孫大經，封監察御史；母劉氏。重庆下。弟齊名。